# Jan Henne
Jan Henne (n. 11 august 1947, Oakland, California, SUA) este o înotătoare americană, medaliată olimpică. A participat la o ediție a Jocurilor Olimpice (1968) în care a câștigat 3 medalii de aur, o medalie de argint și o medalie de bronz.